# Митрополит дабробосански Гаврило
Гаврило Аврамовић је био митрополит дабробосански (око 1574—1588).
Рођен је око 1518. године. Наследио је Симеона Вретанијског митрополита "дабробосанског, фојничког, клишког и далматинског". Постао је Аврамовић митрополит "дабробосански, фојнички и клишки". Био је егзарх пећког патријарха за Далмацију и старао се о уређењу Српске православне цркве у тој области. Око 1588. године напустио је Босну и Далмацију, па се са калуђерима манастира Рмња, у коме је пребивао, и многим народом, иселио под аустријску власт у Горњу Славонију. Митрополиту Аврамовићу приписују оснивање првих српских манастира у Хрватској, Марче и Гомирја.

## Извор
- Овај чланак, или један његов део, изворно је преузет из Народне енциклопедије српско-хрватско-словеначке, чланка Аврамовић Гаврило чији је аутор Грујић Радослав.